# Wahoo!
Wahoo! е студиен албум на американския джаз пианист и аранжор Дюк Пиърсън, в който влизат изпълнения от 1964 г. Цялата плоча е издадена от компанията Блу Ноут през 1965 г.

## Критическа оценка
В ревюто си за Олмюзик, Стивън Томас Ърлуайн поставя 5 звезди на албума, определяйки го като „Наистина прекрасен спектакъл, представляващ задминал своето време хард боп. Тук намираме пианиста Дюк Пиърсън в неговия най-приключенски и съзидателен дух... една от най-фините хард боп работи, които Блу Ноут издава в средата на 60-те.“

## Списък на песните
- Amanda – 9:26
- Bedouin – 9:30
- Farewell Machelle – 2:48
- Wahoo – 7:19
- ESP (Extrasensory Perception) – 7:50
- Fly Little Bird Fly (Доналд Бърд) – 6:11